# Smith Peaks
Smith Peaks är en bergstopp i Antarktis. Den ligger i Östantarktis. Australien gör anspråk på området. Toppen på Smith Peaks är 1 264 meter över havet.
Terrängen runt Smith Peaks är huvudsakligen lite kuperad. Trakten är obefolkad. Det finns inga samhällen i närheten. 